# Верхнеимбатский сельсовет
Верхнеимбатский сельсовет — сельское поселение в Туруханском районе Красноярского края.
Административный центр — село Верхнеимбатск.

## История

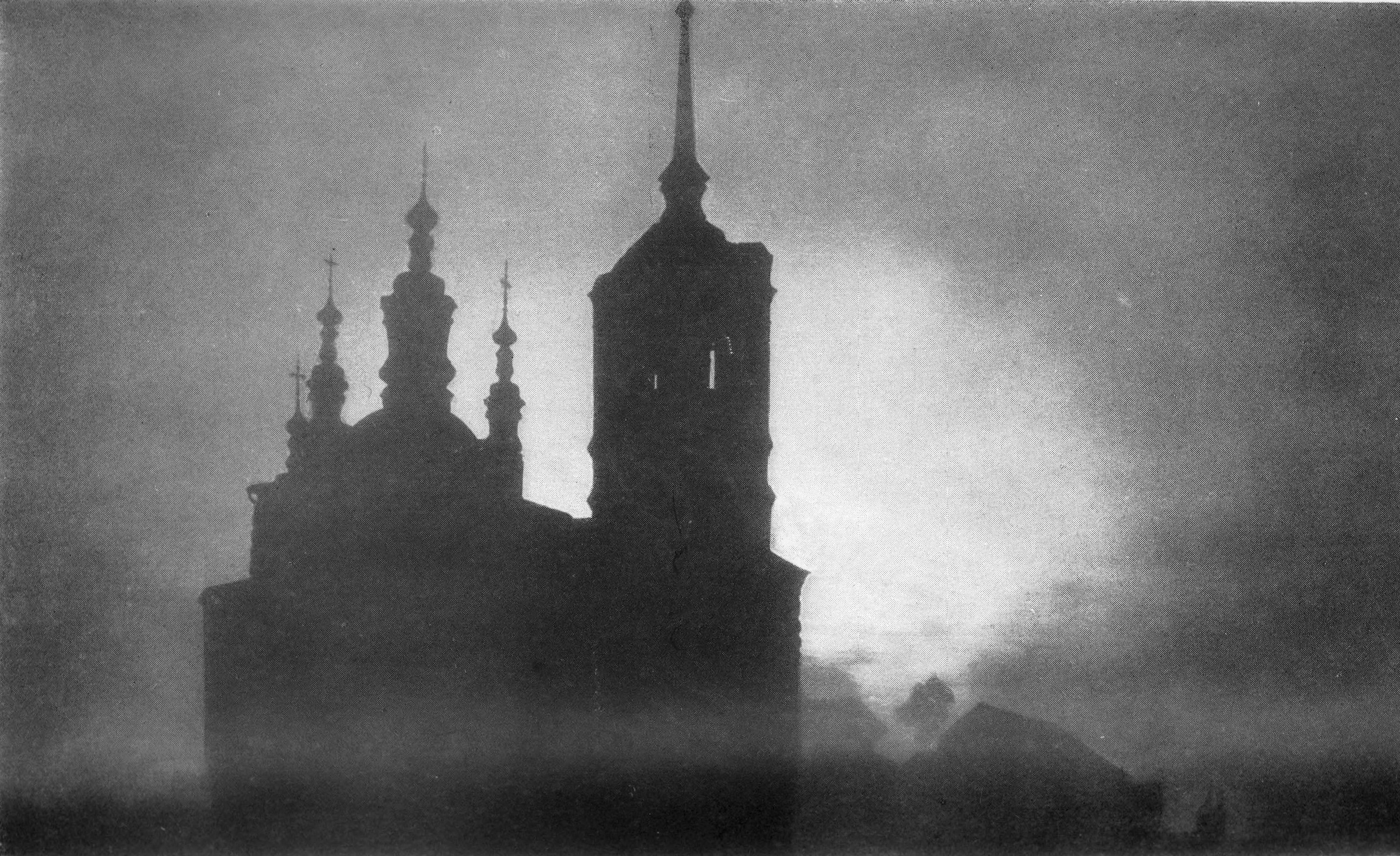
Церковь в Верхне-Имбатском, 1913.
Снимок Ф. Нансена

Статус и границы сельского поселения установлены Законом Красноярского края от 28 января 2005 года № 13-2925 «Об установлении границ и наделении соответствующим статусом муниципального образования Туруханский район и находящихся в его границах иных муниципальных образований»

## Население
| 2010 | 2012 | 2013 | 2014 | 2015 | 2016 | 2017 |
| ---- | ---- | ---- | ---- | ---- | ---- | ---- |
| 556  | ↘551 | ↗552 | ↘550 | ↘530 | ↘525 | ↘510 |
| 2020 | 2021 |      |      |      |      |      |
| ↘500 | ↘469 |      |      |      |      |      |

## Состав сельского поселения
В состав сельского поселения входят 2 населённых пункта:
| № | Населённый пункт | Тип населённого пункта       | Население |
| - | ---------------- | ---------------------------- | --------- |
| 1 | Алинское         | посёлок                      | 11        |
| 2 | Верхнеимбатск    | село, административный центр | 545       |

## Местное самоуправление
Верхнеимбатский сельский Совет депутатов
Дата избрания: 14.03.2010. Срок полномочий: 5 лет. Количество депутатов:  7
Глава муниципального образования
- Шляхов Николай Павлович. Дата избрания: 14.03.2010. Срок полномочий: 5 лет